# Sympistis heliophila
Sympistis heliophila is een vlinder uit de familie uilen (Noctuidae). De wetenschappelijke naam is voor het eerst geldig gepubliceerd in 1793 door Paykull.
De soort komt voor in Europa.